# Okres Mezőkövesd
Okres Mezőkövesd (maďarsky Mezőkövesdi járás) je okres v severovýchodním Maďarsku v župě Borsod-Abaúj-Zemplén. Jeho správním centrem je město Mezőkövesd. Rozloha okresu je 723,86 km². V lednu 2012 zde žilo 41 867 obyvatel. V okresu jsou dvě města a 21 vesnic. Obyvatelé se zabývají především zemědělstvím (pěstováním ovoce, zeleniny, pšenice, kukuřice) a živočišnou výrobou.

## Sídla
| - Bogács - Borsodgeszt - Borsodivánka - Bükkábrány - Bükkzsérc - Cserépfalu - Cserépváralja - Csincse | - Egerlövő - Kács - Mezőkeresztes - Mezőkövesd - Mezőnagymihály - Mezőnyárád - Négyes - Sály | - Szentistván - Szomolya - Tard - Tibolddaróc - Tiszabábolna - Tiszavalk - Vatta |